# MFC 08 Lindenhof
Der Mannheimer Fußballclub 1908 Lindenhof, meist kurz als MFC 08 Lindenhof bezeichnet, ist ein Sportverein aus dem Mannheimer Stadtteil Lindenhof. Die „08er“ spielten in den 1920er und 1930er Jahren in den höchsten Spielklassen, traten nach dem Zweiten Weltkrieg aber kaum mehr überregional in Erscheinung. Im Verein, dem rund 683 Mitglieder (Stand: 1. Januar 2014) – davon 348 Jugendliche bis 18 Jahre – angehören, wird seit Anfang der 1980er Jahre neben Fußball auch Tennis gespielt, seit 2001 gibt es eine Frauenfußballmannschaft.

## Geschichte
Der Fußballclub 1908 Lindenhof wurde am 21. März 1908 gegründet. Im Jahr darauf folgte die Aufnahme in den Verband Süddeutscher Fußball-Vereine. Die Lindenhöfer hatten es anfangs schwer, sich gegen die etablierte örtliche Konkurrenz durchzusetzen. Mannheim war eine der frühen Fußballhochburgen in Süddeutschland, zu diesem Zeitpunkt gab es bereits seit zehn Jahren einen organisierten Spielbetrieb. 1913 stieg man in die damals drittklassige B-Klasse auf, im Jahr darauf unterbrach der Erste Weltkrieg den Spielbetrieb vorübergehend.
Nach dem Krieg erreichten die „08er“ erstmals die höchste Spielklasse und gewannen dort 1921/22 auf Anhieb die Staffelmeisterschaft. Durch eine Ligenreform musste man sich allerdings einige Jahre mit der zweiten Spielstufe begnügen, bevor sich der MFC 08 ab der Saison 1927/28 in der nunmehr Bezirksliga genannten obersten Liga etablieren konnte. Die Gegner dort kamen aufgrund der damaligen Ligenstruktur allerdings fast ausnahmslos aus den Städten Mannheim und Ludwigshafen. Die Lindenhöfer kamen über einen Mittelfeldplatz nicht hinaus. Als 1933 die Gauligen als neue höchste Spielklasse eingeführt wurden, qualifizierten sich aufgrund der Platzierungen der letzten Bezirksligaspielzeit 1932/33 aus Mannheim der SV Waldhof, der VfL Neckarau sowie der VfR Mannheim für die neue Gauliga Baden. Die Lindenhöfer wurden erneut in die zweite Spielklasse zurückgestuft. Bereits im Jahr darauf gelang die Meisterschaft in der Bezirksklasse Unterbaden West und über Entscheidungsspiele gegen den FV 09 Weinheim der Aufstieg. In der Gauliga-Saison 1934/35 waren die 08er aber chancenlos und stiegen als abgeschlagener Tabellenletzter wieder ab.
In den Nachkriegsjahren stand zunächst die Wiederherstellung des mit Bombentrichtern übersäten Sportplatzes im Vordergrund. 1950/51 gelang der Mannschaft der Aufstieg in die 2. Amateurliga, für eine höhere Liga als die vierte Spielklasse reichte es seit dem Ende des Zweiten Weltkrieges nicht mehr. Die Fußballer meldeten sich, nachdem sie lange Zeit bis in die Kreisligen abgerutscht waren, von 1999 bis 2002 in der Landesliga Rhein-Neckar und damit auf der überregionalen Ebene zurück.
Seit der Gründung einer Tennisabteilung und dem Bau von Tennisplätzen ab 1982 bietet der MFC 08 zwei Sportarten an. In der Fußballabteilung wurde 2001 erstmals eine Frauenmannschaft ins Leben gerufen.

## Spielstätte

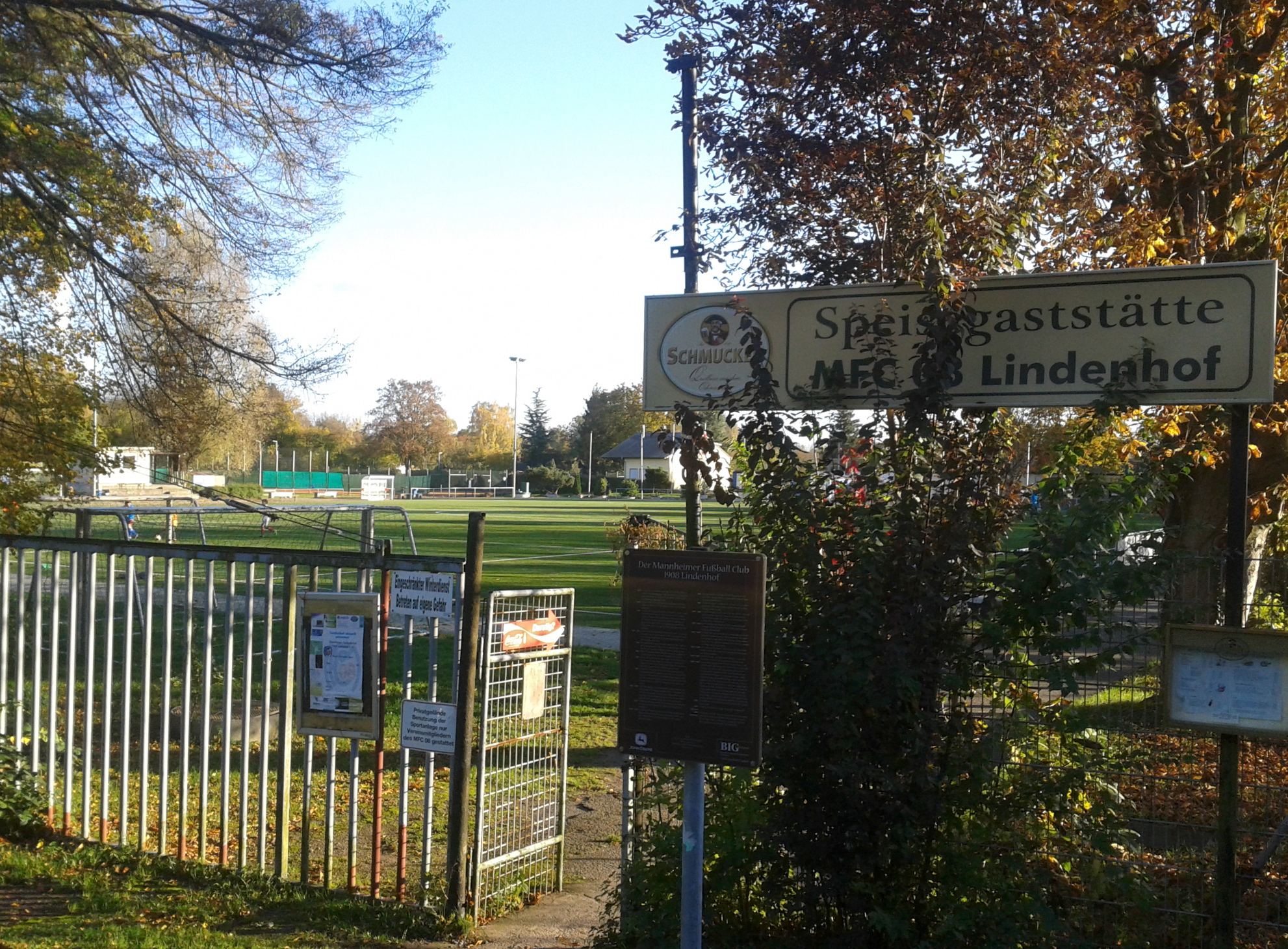
Sportgelände am Promenadenweg

In den ersten Jahren des Bestehens nutzte der MFC 08 einen Platz, „Lanz'sche Wiese“ genannt, an der heutigen Windeckstraße hinter dem jetzigen Standort der Firma John Deere. 1910 pachtete man zum ersten Mal ein Gelände am heutigen Standort, die „Schäferwiese“, musste diesen aber nach dem Ersten Weltkrieg verlassen. 1920 wurde dem Verein am ehemaligen Lindenhöfer Gaswerk ein Gelände zugewiesen, das 1925 auf eine Kapazität von 5000 Zuschauern ausgebaut wurde. Um 1935 schließlich erfolgte der erneute Umzug zur „Schäferwiese“ am Promenadenweg. Das Gelände befindet sich in unmittelbarer Nachbarschaft zum Mannheimer Waldpark und umfasst neben dem Vereinsheim zwei Fußballplätze, davon seit 2009 ein Kunstrasenplatz, sowie mehrere Tennisplätze.

## Jugend
Die Jugendabteilung zählt rund 350 Mitglieder im Alter von 4 bis 18 Jahren, die aufgeteilt in 21 Mannschaften aktiv am Spielbetrieb teilnehmen. Der MFC 08 Lindenhof wurde für die Saison 2013/2014 zum fünften Mal in Folge mit dem „KLEEblatt“ des badischen Fußballverbandes in Gold für hervorragende Jugendarbeit ausgezeichnet. Das goldene KLEEblatt steht für: Kinder- und Jugendfreundlichkeit, Leistungsförderung, Ehrenamtlichkeit, Engagement für Freizeit- u. Breitensport.